# バウスプリット (企業)
バウスプリット株式会社は、東京都江東区に所在する日本の芸能プロダクション。

## 概要
サワズ（のちに三木プロダクションに吸収合併）在籍時に伊東四朗を長年担当していたマネージャーの嘉多山和美が2003年5月15日に設立した。吉本興業、三木プロダクションと業務提携を結んでおり、三木プロダクションの関連企業でもある。俳優マネジメント業以外にも映画の企画・制作にも関わっている。

## 所属タレント
- 濱元香合
- 夏木ゆたか
- 建蔵
- 逢地真理子
- 日向とめ吉
- 三田村周三
- 吉田智則
- 村上かず
- 加古みなみ
- 成島出（映画監督・脚本家）
- 渡辺敦（映画プロデューサー）

## 過去の所属タレント
- 千波丈太郎
- 米粒写経
- 織田優成
- 渡辺るみ
- 水口ケンロウ
- 李麗仙

## 映画作品
- 日本沈没（2006年、東宝） - 脚本プロデュース
- しゃべれども しゃべれども（2007年、アスミック・エース） - 企画制作
- ラブファイト（2008年、東映） - 企画制作
- クライマーズ・ハイ（2008年、東映・ギャガ） - 脚本プロデュース
- 築地魚河岸三代目（2008年、松竹） - 脚本プロデュース